# Paul Kogerman

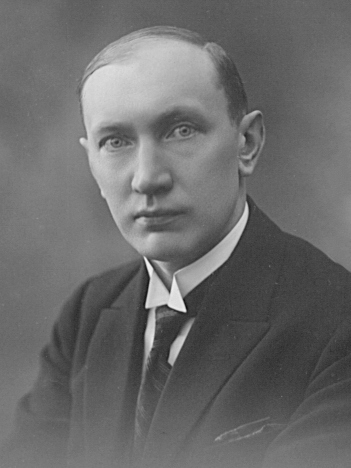
Paul Kogerman (Aufnahme aus den 1920er Jahren)

Paul Kogerman (* 23. Novemberjul. / 5. Dezember 1891greg. in Tallinn; † 27. Juli 1951 ebenda) war ein estnischer Chemiker. Er ist besonders für seine Arbeiten zum Ölschiefer bekannt geworden.

## Leben und Werk
Paul Nikolai Kogerman wurde in eine Seefahrerfamilie geboren. Er legte 1913 sein Abitur als Externer in Tallinn ab. Kogerman schloss 1918 sein Studium an der Kaiserlichen Universität Dorpat ab. Von 1919 bis 1922 bildete er sich mit einem estnischen Staatsstipendium am Imperial College London fort. Von 1921 bis 1936 war er an der Universität Tartu tätig, ab 1925 im Rang eines Professors. 1926 und 1933 war er Gastdozent an der Eidgenössischen Technischen Hochschule in Zürich und 1927/28 an der Harvard University. 1934 promovierte er in Zürich zum Doktor der Chemie. 1938 wurde Kogerman in die neu gegründete Estnische Akademie der Wissenschaften aufgenommen.
1925 gründete Kogermann zusammen mit dem estnischen Chemiker Michael Wittlich (1866–1933) ein Labor zur Erforschung des Ölschiefers, das internationales Renommee gewann. 1941 wurde er Direktor des Labors. Von 1936 bis 1941 war Kogerman an der Technischen Universität Tallinn (TTÜ) tätig und von 1936 bis 1939 deren Rektor. Von Oktober 1939 bis zur sowjetischen Besetzung Estlands am 21. Juni 1940 war Kogerman Bildungsminister der Republik Estland.
Die sowjetischen Besatzungsbehörden deportierten Kogerman 1941 zusammen mit seiner Familie. Bis 1945 war er Häftling in einem Gefangenenlager in der Oblast Swerdlowsk im Inneren Russlands. Anschließend durfte er in die Estnische SSR zurückkehren.
1946 wurde Kogerman in die Akademie der Wissenschaften der Estnischen Sozialistischen Sowjetrepublik aufgenommen. Von 1945 bis 1951 war er Leiter des Lehrstuhls für organische Chemie und pyrogenetische Prozesse des Polytechnischen Instituts Tallinn. Von 1947 bis 1950 bekleidete er den Rang des Direktors des Instituts für Chemie der Akademie der Wissenschaften.

## Ölschiefer
Paul Kogerman ist international besonders für seine Arbeiten zum Ölschiefer bekannt geworden. Er legte grundlegende Arbeiten zur Struktur und Herkunft des Ölschiefers, seiner chemischen Eigenschaften sowie zu den thermischen Verfallsprozessen vor. Als einzige einheimische Energiequelle Estlands von Bedeutung spielte Ölschiefer eine besondere strategische Rolle für die Republik Estland der Vorkriegszeit und später für die Energiegewinnung innerhalb der Sowjetunion.